# Leplaea thompsonii
Leplaea thompsonii (Syn.: Guarea thompsonii) ist eine Pflanzenart in der Familie der Mahagonigewächse (Meliaceae). In den Heimatgebieten werden die Trivialnamen „Black Guarea“ oder „Dark Bossé“ verwendet. Der Gattungsname wurde wahrscheinlich zu Ehren des belgischen Agraringenieurs Edmond Victor Georges Marie Ghislain Leplae (1868–1941) vergeben.

## Beschreibung

### Erscheinungsbild und Blatt
Leplaea thompsonii wächst als immergrüner Baum bis 35–45 Meter hoch. Er wächst langsam und erreicht einen Stammdurchmesser (Brusthöhendurchmesser = DBH) von etwa 2,7 Meter in 200 Jahren. Es werden Brettwurzeln gebildet. Der Baum führt einen Milchsaft.
Die wechselständig und spiralig an den Zweigen angeordneten Laubblätter sind in Blattstiel und -spreite gegliedert. Der 6 bis 14 cm lange Blattstiel ist im unteren Teil schwach geflügelt und abgeflacht. Die kahle Blattrhachis ist 8 bis 30 cm lang. Die Blattspreite ist unpaarig gefiedert mit selten drei, meist vier bis acht Paaren sich mehr oder weniger gegenüberstehenden Fiederblättern. Die Stiele der seitlichen Fiederblätter sind 5 bis 15 mm lang und die des Endfiederblattes etwa 2–3 cm lang. Die Fiederblätter sind bei einer Länge von 13 bis 28 cm und einer Breite von 4 bis 10 cm länglich-elliptisch bis verkehrt-eiförmig mit spitzer und leicht asymmetrischer Basis und abgerundetem und bespitztem bis spitzem oberen Ende. Nebenblätter fehlen.

### Blütenstand und Blüte
Leplaea thompsonii ist zweihäusig getrenntgeschlechtig (diözisch). Der seitenständige, traubige oder rispige Blütenstand ist bis zu 30 cm lang. Die duftenden, funktionell eingeschlechtigen, sehr ähnlichen, gelblichen und kurz gestielten Blüten sind radiärsymmetrisch und vier- oder fünfzählig mit doppelter Blütenhülle. Die Blütenstiele sitzen an einem „Gelenk“. Die vier oder fünf, kleinen Kelchblätter sind becherförmig verwachsen mit minimalen Lappen. Die vier oder fünf Kronblätter sind frei. Die 7 bis 9 Staubblätter sind zu einer leicht urnenförmigen, oben leicht lappigen Röhre verwachsen. Der oberständige, mehrkammerige Fruchtknoten ist 6 bis 7 mm lang. Bei den männlichen Blüten ist ein Pistillode und bei den weiblichen sind Staminodien mit Antheroden ausgebildet.

### Frucht und Samen
Die bei einem Durchmesser von 3 bis 4 cm fast kugelige, kahle und rötliche, etwas raue Kapselfrucht öffnet sich mit drei bis vier Klappen und enthält meist ein bis zwei, selten bis zu vier oder sechs Samen. Die bei einer Länge von etwa 2,8 cm; bei einem Samen pro Fach oder 1,4 cm bei zwei, und einer Breite von etwa 1,5–1,8 cm leicht nierenförmigen bis rundkantig, dreieckigen oder dann, bei zwei pro Fach konischen, Samen besitzen eine fleischige rötlich-orangefarbenen Samenschale (Sarkotesta), außer an dem großen Hilum.

## Verbreitung und Gefährdung
Leplaea thompsonii ist im tropischen Afrika verbreitet. Man findet sie (von Westen nach Osten) in Liberia, der Elfenbeinküste, Ghana, Nigeria, Kamerun, Gabun, der Republik Kongo und in der Demokratischen Republik Kongo.
Der Bestand von Leplaea thompsonii ist durch den Holzeinschlag in seiner Heimat gefährdet. Der Gefährdungsgrad wird in der Roten Liste der IUCN als vulnerable = gefährdet (im Jahr 2006) eingestuft.

## Nutzung
Guarea thompsonii wird als Holz für die Fertigung von Möbeln verwendet.